# Einsiedelei San Colombano

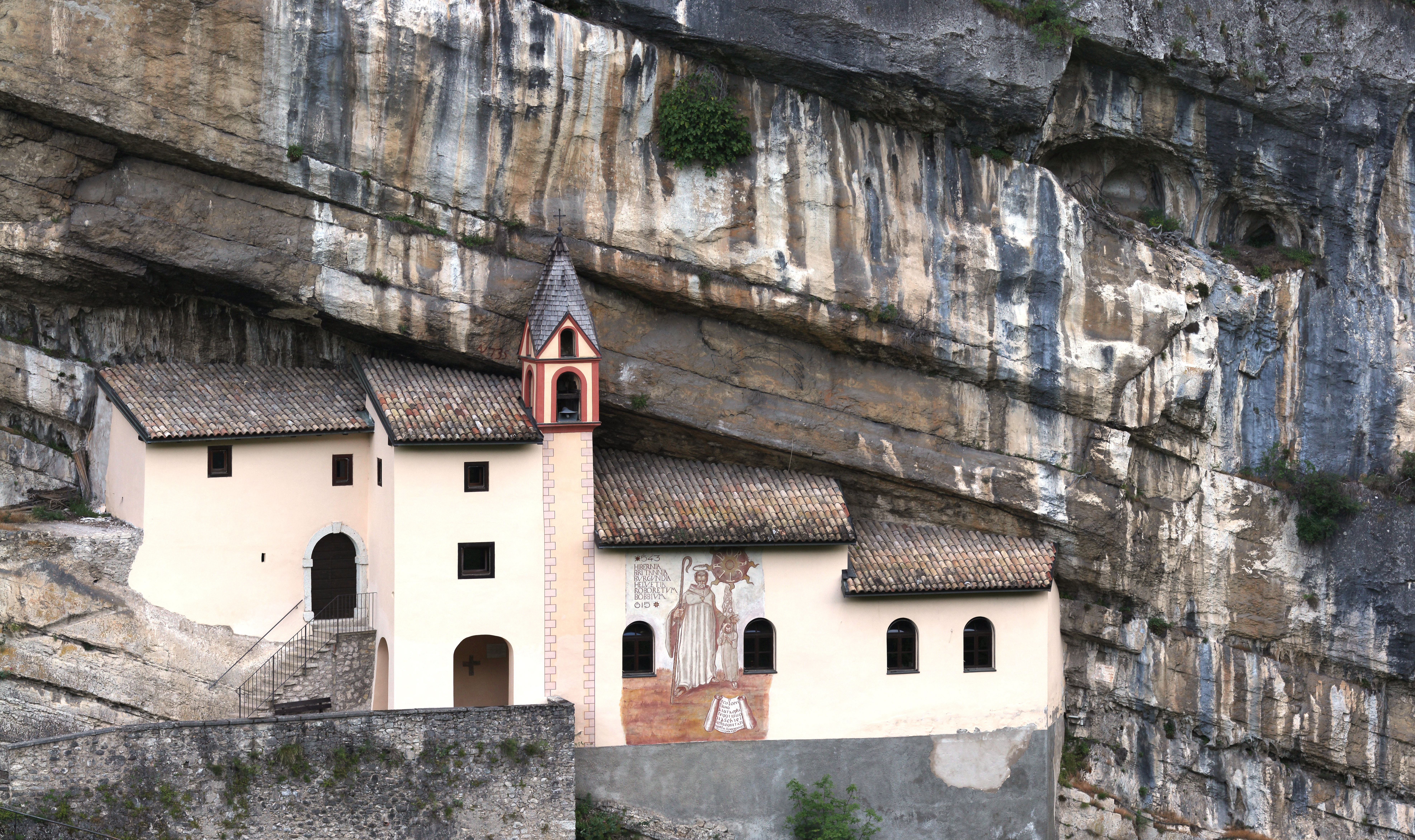
Die Einsiedelei San Colombano

Die Einsiedelei San Colombano (italienisch Eremo di San Colombano) ist eine römisch-katholische Filialkirche und ehemalige Einsiedelei. Sie liegt im Trentino in der Gemeinde Trambileno nur wenige Kilometer von Rovereto entfernt.

## Lage
Die eindrucksvoll in einer leicht überhängenden Felswand errichtete Einsiedelei liegt in unmittelbarer Nähe des Zusammenflusses der beiden Arme des Torrente Leno an einer Engstelle des Vallarsa Tales. Letzteres zweigt bei Rovereto in südöstlicher Richtung vom Etschtal ab. Der Bau, der sich aus mehreren Elementen zusammensetzt, befindet sich auf der orographisch linken Talseite etwa 50 Meter oberhalb des Leno di Vallarsa. Nur wenige hundert Meter östlich der Einsiedelei liegt der Lago di  San Colombano.
Der Zugang erfolgt von der Strada Statale 46 del Pasubio, von der eine Straße abzweigt, die bis zum Talgrund hinunterführt. Von dort aus nimmt der Weg zur Einsiedelei seinen Ausgang.

## Geschichte
Die Geschichte der Einsiedelei lässt sich nur bruchstückhaft rekonstruieren, insbesondere was die Ursprünge betrifft, und vermischt sich teilweise mit Legenden.
So soll einer geläufigen Legende nach der heilige Columban von Luxeuil hier einst einen Drachen getötet haben. Wahrscheinlicher ist, dass in der ursprünglichen Version der Legende statt eines Drachen, ein Bär aus einer Höhle vertrieben wurde. Ab wann diese Höhle, bei der es sich in Wirklichkeit um eine Felsnische unter einer überhängenden Felswand handelt die heute noch zu sehen ist, bewohnt wurde lässt sich nicht sagen. Die Vermutung, dass dies ab dem 9. oder 10. Jahrhundert der Fall war, findet keine entsprechenden Belege.
Auch die verschiedentlich in Publikationen auftauchende Jahreszahl A.D. 735, die auf der Felswand auf der Höhe der Kirchturmspitze anzutreffen ist, und als Datierung der Stätte gedeutet wird, lässt sich bei genauerer Analyse nicht halten. So ist das Schriftbild mit den schriftindisch-arabische Ziffern erst wesentlich später in Europa verbreitet gewesen. Es handelt sich dabei sicher um eine Fehldeutung, da die Schrift auch als A 1735 gelesen werden kann, was die schlüssigere Lesart ist und in Zusammenhang mit am Glockenturm oder am Dach des Gebäudes im 18. Jahrhundert ausgeführten Arbeiten gebracht werden kann.
Zum ersten Mal schriftlich erwähnt wird eine Kultstätte im Testament des Guglielmo di Castelbarco, dem bedeutendsten Vertreter der aus dem Vallagarina stämmigen Adelsfamilie der Castelbarco, aus dem Jahr 1316.
Die Entstehung dieser Kultstätte lässt sich anhand einiger Freskenreste in das 13. Jahrhundert zurückdatieren und kann in Verbindung mit der vom Fürstbischof von Trient Friedrich von Wangen geförderten Einwanderung deutschsprachiger Siedler in die vom Leno durchflossenen Täler gebracht werden.
Das heutige Aussehen geht auf das 16. und auf die folgenden Jahrhunderte zurück. 1580 wurde die Kapelle San Colombano erstmals urkundlich erwähnt, während sich der erste Einsiedler erst zu Ende des 18. Jahrhunderts schriftlich nachweisen lässt. Der letzte Eremit lebte von 1750 bis 1782 auf San Colombano, als mit der josephinischen Kirchenreform von 1782 die Einsiedeleien aufgehoben wurden.
Danach ging der Ort in wechselnde Hände über und verfiel langsam. Ende der 1940er Jahre wurde die Anlage zum Teil restauriert. 1972 und insbesondere 1996 wurde der Bau umfangreich saniert und restauriert.

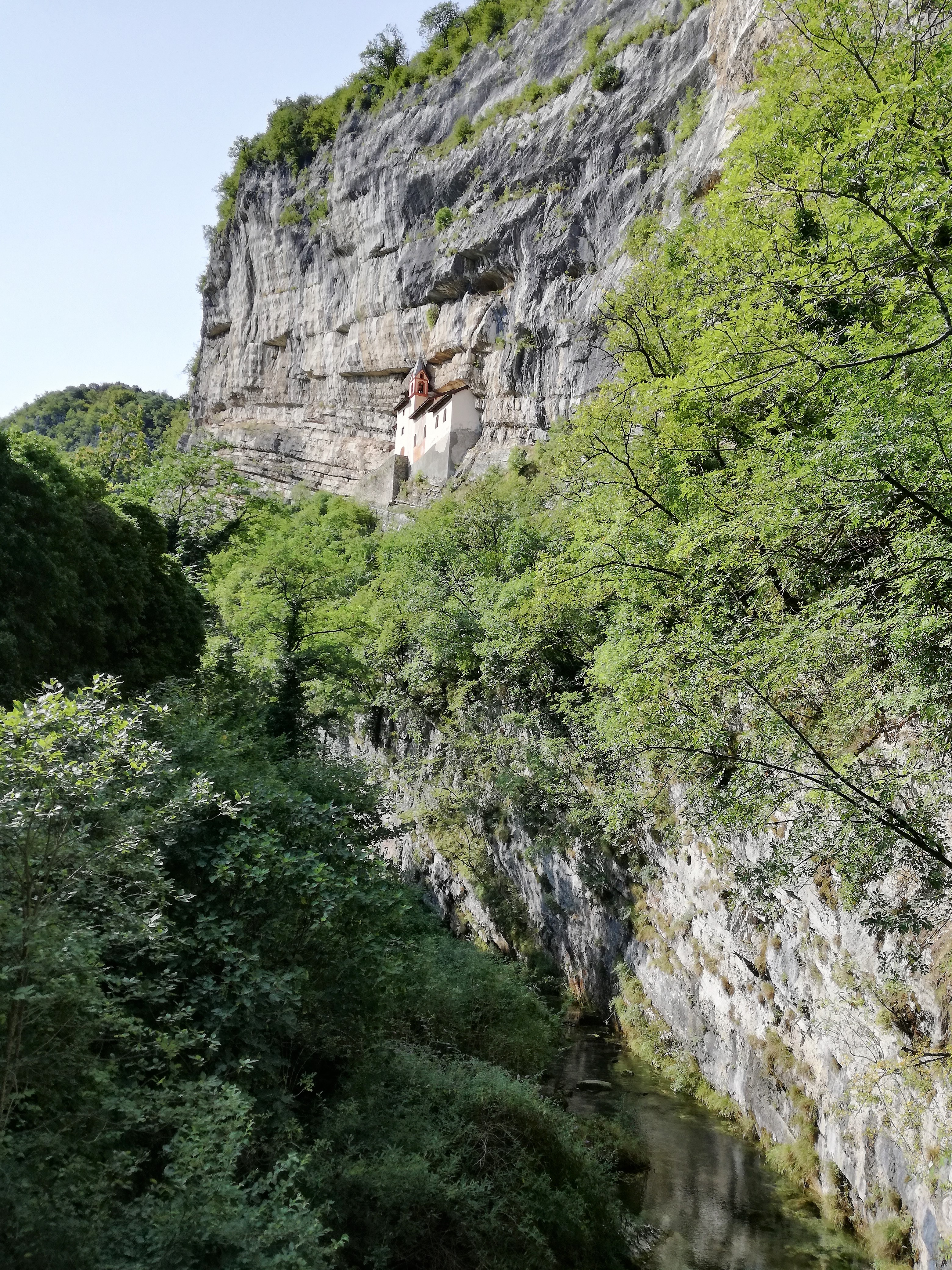
Der Leno unterhalb der Kirche
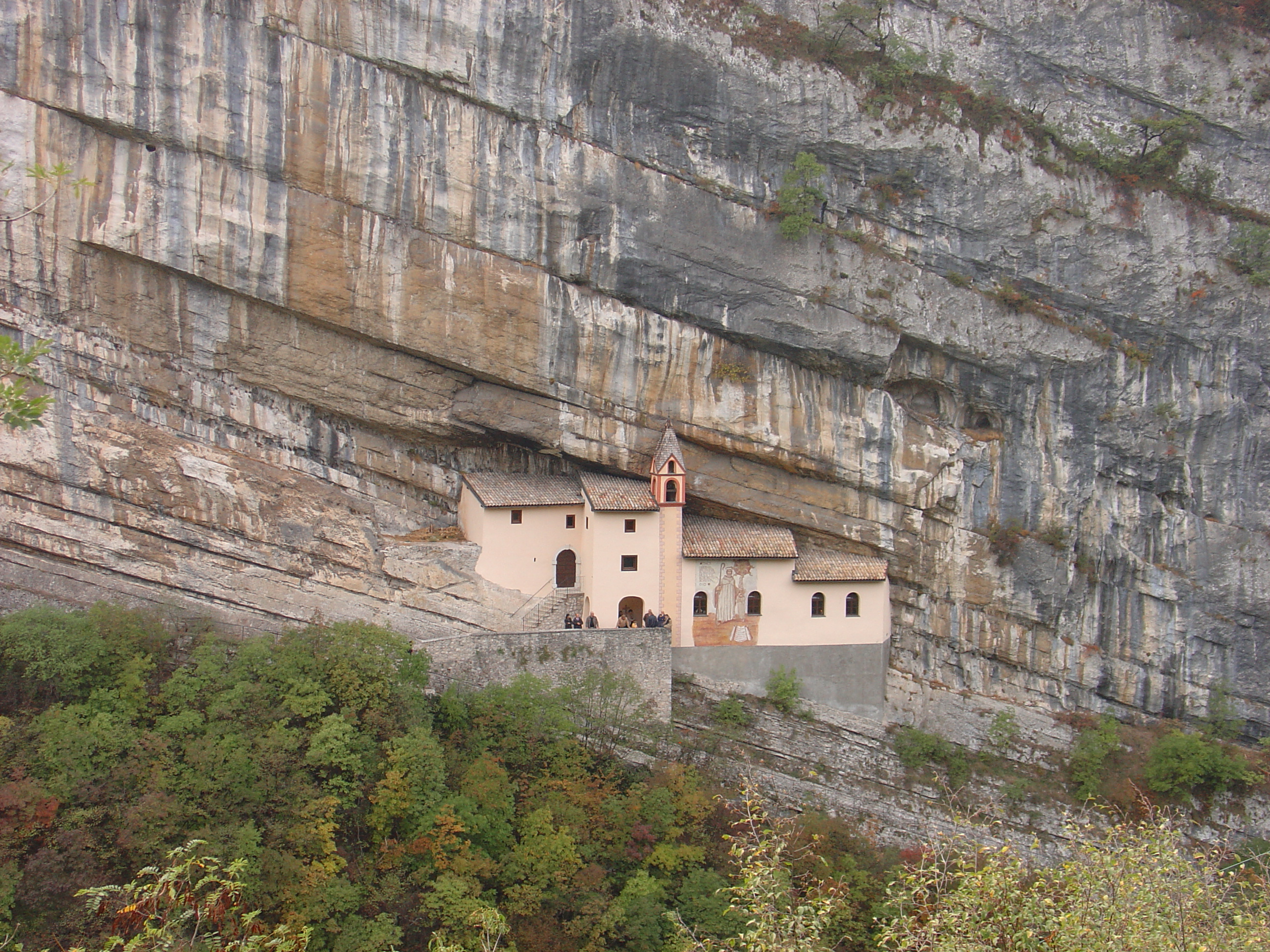
Die in der Felswand gelegene Einsiedelei
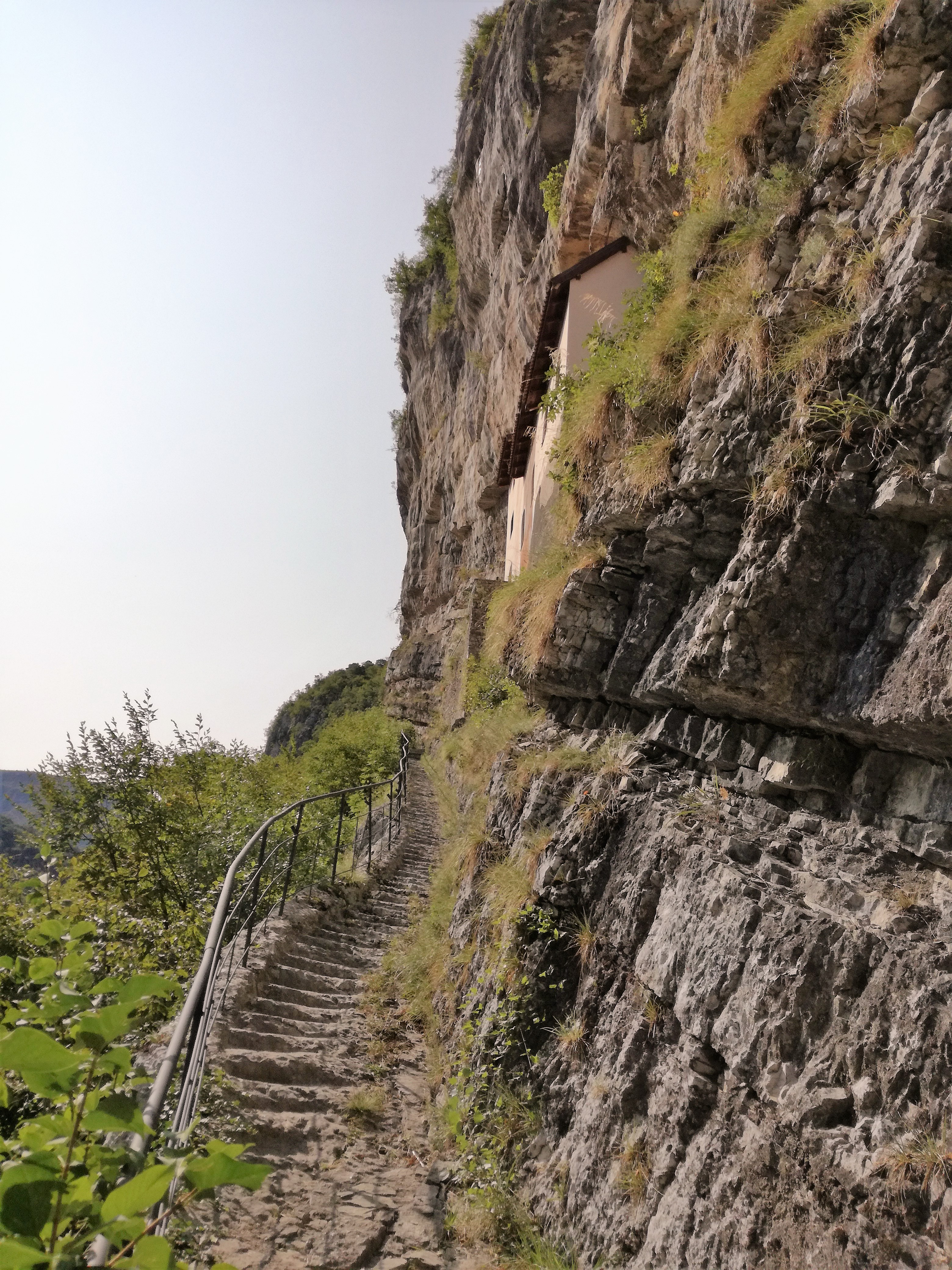
Fußweg
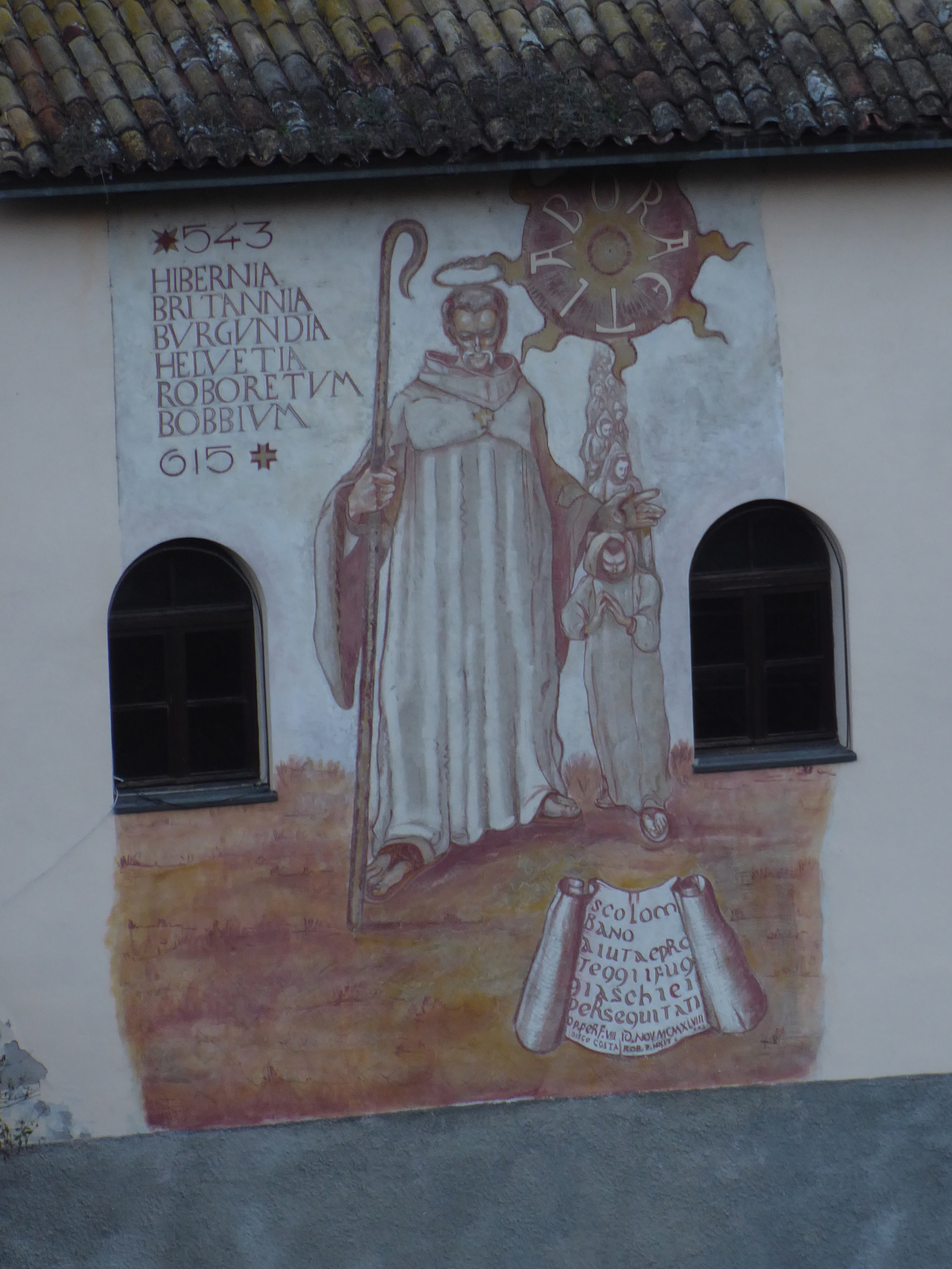
Fresko Außenwand

## Beschreibung
Das Bauwerk besteht aus mehreren ineinander verschachtelten Baukörpern, die sich dem Verlauf der Felswand anpassen. Der verwinkelte Aufbau auf verschiedenen Ebenen, die zum Teil über Stufen zu erreichen sind, lässt den Schluss zu, dass der ursprüngliche Bau im Laufe der Zeit wesentliche Veränderungen erfahren hat. Das heutige Aussehen geht auf die ab dem 16. Jahrhundert erfolgten baulichen Veränderungen zurück.
Der Zugang zur Eremitage erfolgt über eine in den Fels gehauene Steintreppe, die fast vom Leno bis zum Eingang hinaufführt. Bereits von weitem ist das große Fresko an der Außenwand der Kapelle zu erkennen, das den heiligen Columban zeigt und Ende der 1940er Jahre entstanden ist.
In dem im 15. Jahrhundert errichteten Presbyterium der Kapelle befinden sich hinter und seitlich des Steinaltars zwei Fresken. Das Wandbild hinter dem Altar zeigt die thronende Madonna mit zwei Heiligen an ihrer Seite, der linke stellt den heiligen Columban dar. Letzterer ist auch das Motiv des seitlichen Freskos dar, das allerdings schlechter erhalten ist, obwohl es später entstanden ist.
Über einige Steinstufen neben dem Eingang gelangt man zum ältesten Teil der Einsiedelei mit der Höhle des Eremiten. Diese liegt zwischen Felswand und Außenwand der Kapelle. Vor der Höhle sind einige Freskenreste zu sehen, die einen Bären zeigen, der mit einem Schwert oder Dolch erstochen wird, während von der Figur, die das Schwert in der Hand hält, so gut wie keine Spuren mehr erhalten sind.
Über eine kleine Treppe erreicht man von hier aus in einen der Kapelle gegenüberliegenden Raum, in dem die Geschichte der Eremitage dargestellt wird. In einer Ecke über dem Raum befindet sich der Glockenstuhl des kleinen Glockenturms.

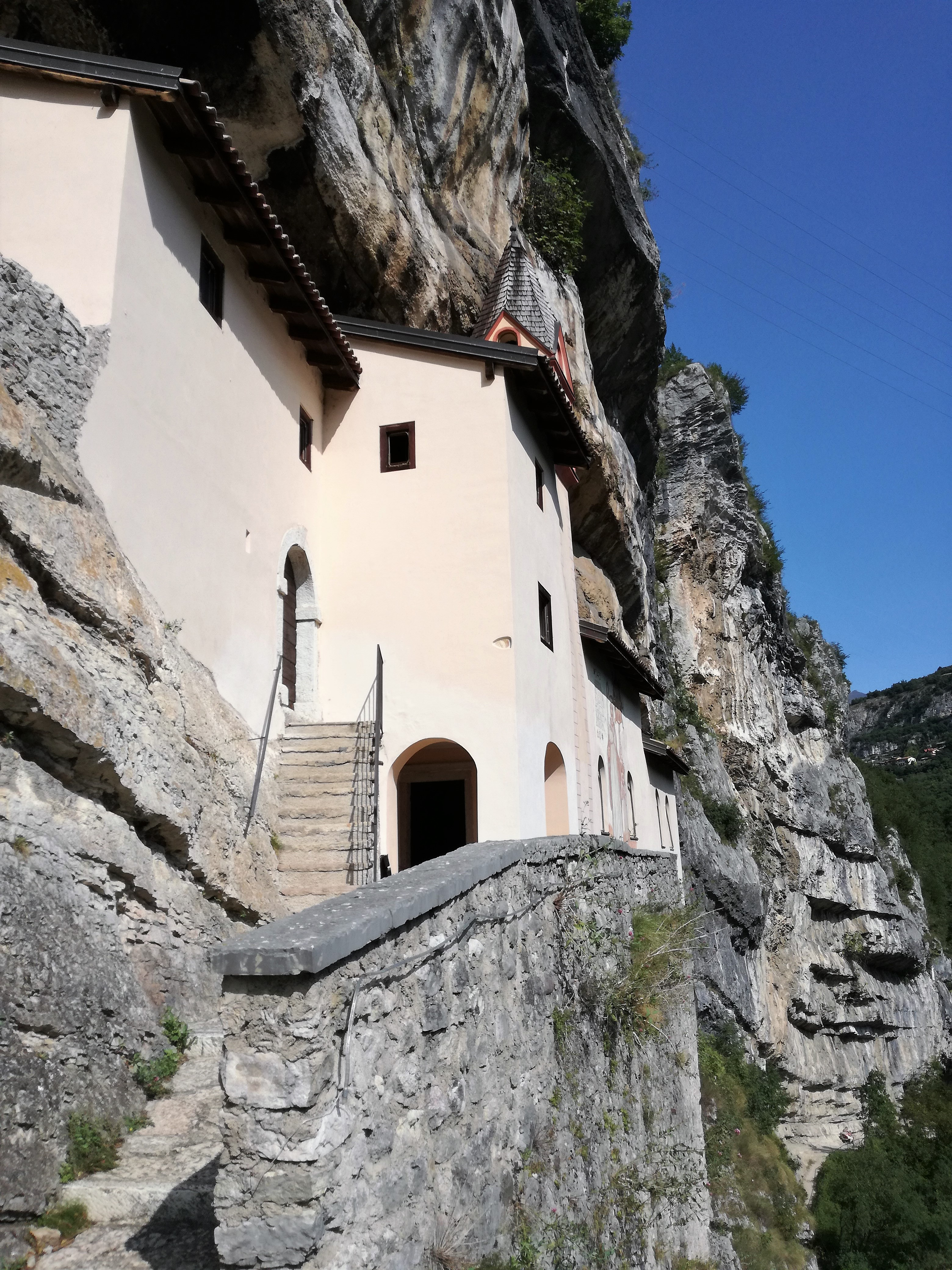
Der Eingang
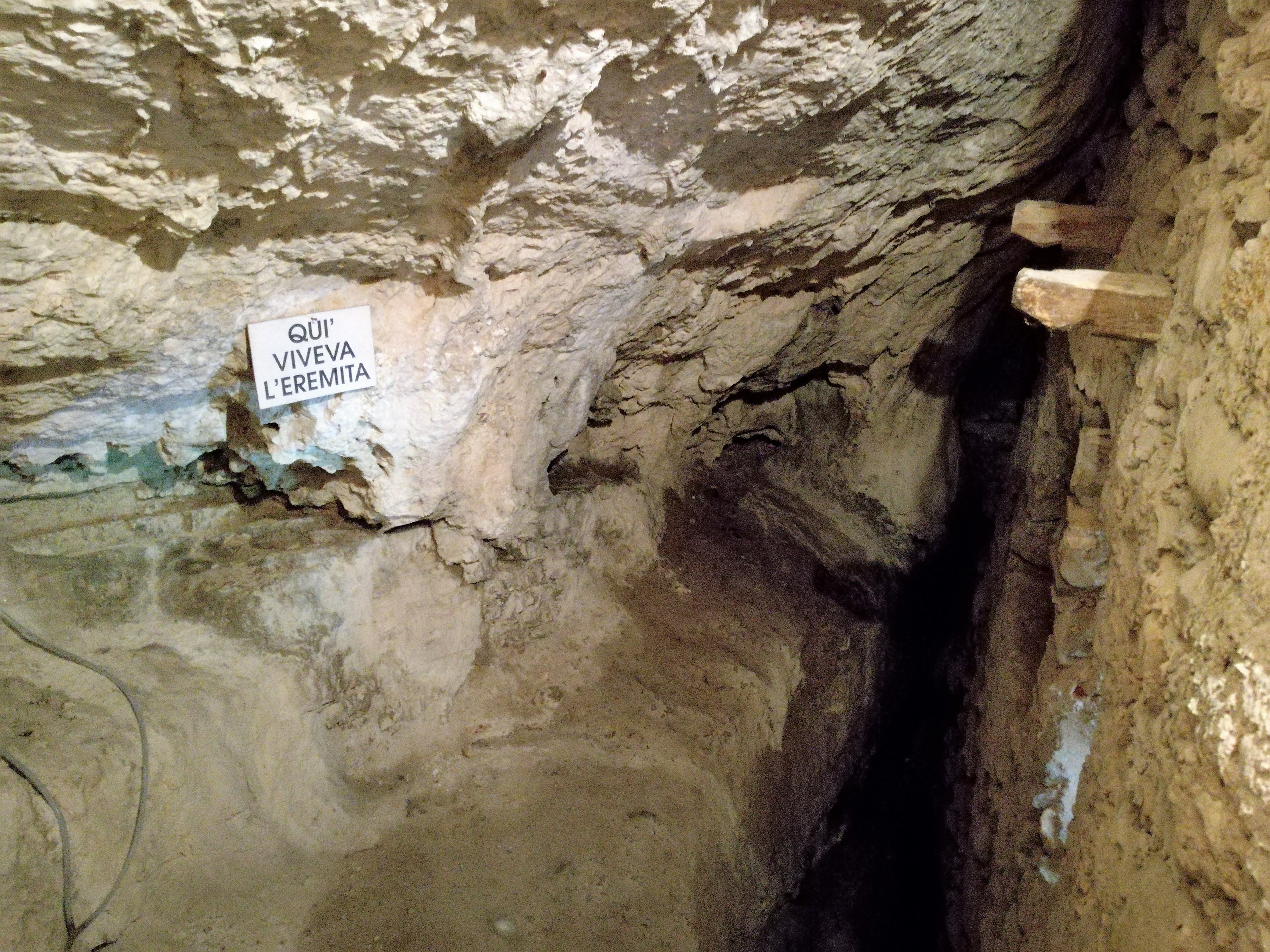
Die Höhle des Eremiten
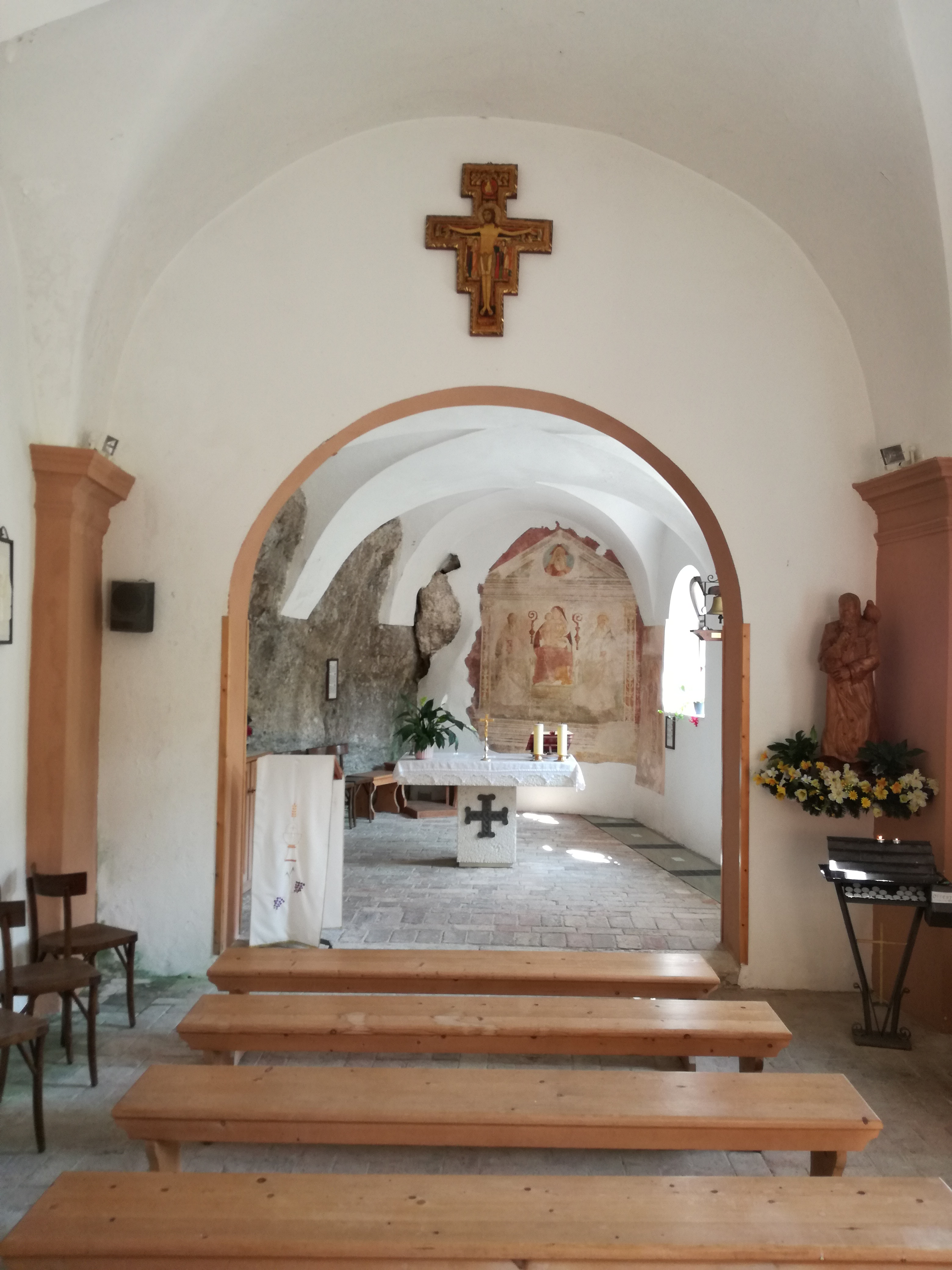
Innenraum und Altar
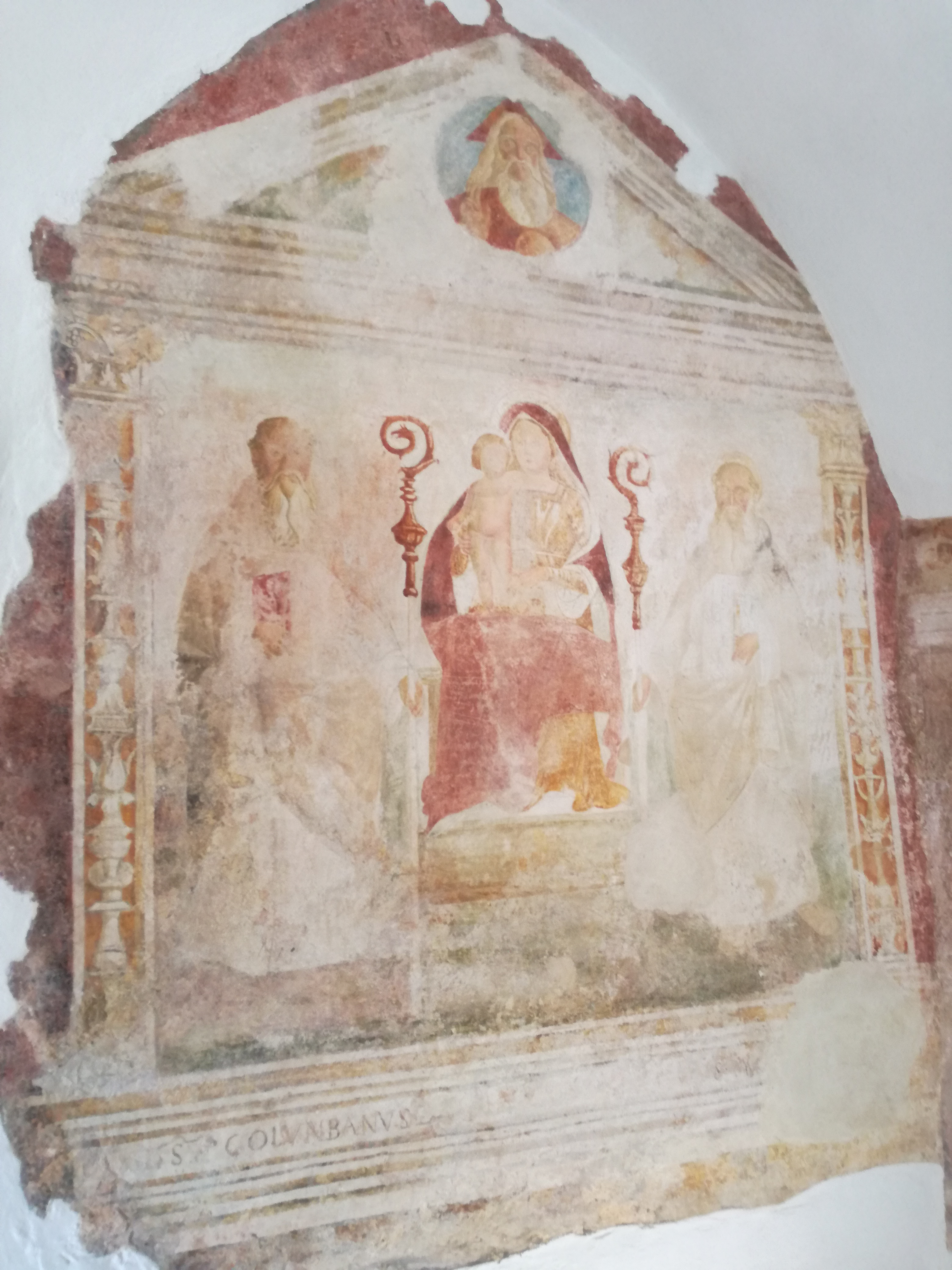
Altarfresko